# ズヴォニミル・ソルド
ズヴォニミル・ソルド（Zvonimir Soldo, 1967年11月2日-）は、ユーゴスラビア（現クロアチア）・ザグレブ出身のサッカー選手、サッカー指導者。現役時代のポジションはMF、DF（守備的ミッドフィールダー、センターバック）。

## 経歴

### クラブ
地元ザグレブを本拠地とする強豪NKディナモ・ザグレブでキャリアをスタートさせた。その後、NKザダル、NKインケル・ザプレシッチを経て、名称を変えたNKクロアチア・ザグレブへと再び移籍。1996年にブンデスリーガのVfBシュトゥットガルトへと移る。

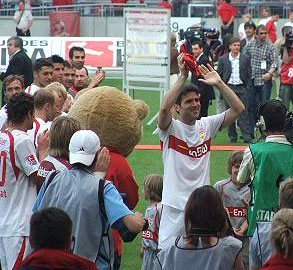
シュトゥットガルトでの最終戦（2006年）

1996年8月17日のシャルケ04戦でヨアヒム・レーヴ監督によってスタメンに起用されリーグデビューを飾ると10年間に亘って同クラブでプレーし、200近い試合でキャプテンを務めた。3度DFLリーガポカールの決勝を戦ったほか、1997年にはDFBポカールを獲得した。

### 代表
1994年4月20日の国際親善試合・スロバキア戦でクロアチア代表デビューし、EURO1996に出場。フランスW杯では、6試合に出場、クロアチア史上最高位となる大会3位に貢献した、日韓W杯にも2試合に出場。日韓W杯後に代表を引退。代表チームでは通算61試合に出場した。

### 指導歴
2007-08シーズンより古巣GNKディナモ・ザグレブのU-19チームを指揮する。2008年1月にはブランコ・イヴァンコヴィッチの後任としてトップチームを率い国内2冠を達成したが、クラブ上層部と対立し辞任した。
2009-10シーズンより1.FCケルンの監督として招聘されるが、翌シーズンは最下位に転落した2010年10月24日に解任される。
2017年2月より中国超級の山東魯能足球倶楽部の指揮官に就任したフェリックス・マガトの下でアシスタントコーチを務めるが、同年12月にマガトが解任されたことに伴い自身も中国を去った。
2020年2月25日にFCアトミラ・ヴァッカー・メートリングの監督に就任するが、9月13日に個人的な理由で辞任した。

## 代表歴

### 出場大会
- クロアチア代表
  - 1998 FIFAワールドカップ
  - 2002 FIFAワールドカップ

### 試合数
- 国際Aマッチ 61試合 3得点（1994年-2002年）[5]

| クロアチア代表 | 国際Aマッチ | 国際Aマッチ |
| 年             | 出場        | 得点        |
| -------------- | ----------- | ----------- |
| 1994           | 3           | 0           |
| 1995           | 3           | 0           |
| 1996           | 12          | 0           |
| 1997           | 5           | 1           |
| 1998           | 12          | 0           |
| 1999           | 9           | 1           |
| 2000           | 6           | 0           |
| 2001           | 7           | 1           |
| 2002           | 4           | 0           |
| 通算           | 61          | 3           |

## タイトル

### 選手時代
インケル・ザプレシッチ
- フルヴァツキ・ノゴメトニ・クプ：1回（1991-92）

クロアチア・ザグレブ
- プルヴァHNL：1回（1995-96）
- フルヴァツキ・ノゴメトニ・クプ：1回（1995-96）

シュトゥットガルト
- DFBポカール：1回（1996-97）
- UEFAインタートトカップ：1回（2000）

### 指導者時代
ディナモ・ザグレブ
- プルヴァHNL：1回（2007-08）
- フルヴァツキ・ノゴメトニ・クプ：1回（2007-08）

## 栄誉
- ダニカ・フルヴァツカ勲章 フランホ・ブチャール（1995年）
- クロアチア・トレフォイル勲章（1998年）